# NGC 2172
NGC 2172 је расејано звездано јато у сазвежђу Златна риба које се налази на NGC листи објеката дубоког неба.
Деклинација објекта је - 68° 38' 13" а ректасцензија 6h 0m 5,9s. Привидна величина (магнитуда) објекта NGC 2172 износи 11,8. NGC 2172 је још познат и под ознакама ESO 57-SC65.